# اندیس سیلیس ازنا
سیلیس ازنا یک اندیس غیرفلزی است که در  استان لرستان قرار دارد و مادهٔ معدنی موجود در آن، سیلیس است.سنگ میزبان این اندیس گرانیت - گرانودیوریت است و دیرینگی آن به دوران پالئوسن می‌رسد.